# Port lotniczy Hajfa
Port lotniczy Hajfa (hebr. נמל התעופה חיפה, Namal HaTe'ufa Haifa) (IATA: HFA, ICAO: LLHA) – port lotniczy położony w mieście Hajfa w północnym Izraelu. Jest nazywany Portem Lotniczym U. Michaeli.

## Historia
Lotnisko w Hajfie zostało wybudowane w 1934 przez brytyjskie władze Mandatu Palestyny. Było to pierwsze międzynarodowe lotnisko w Palestynie. Służyło ono brytyjskiej armii oraz iracko-brytyjskiemu przedsiębiorstwu naftowemu APS. W 1936 uruchomiono połączenie pasażerskie z Bejrutem i Cyprem, a w 1938 z Włochami. Podczas II wojny światowej w 1940 zawieszono loty cywilne, a lotnisko przekształcono w bazę Królewskich Sił Powietrznych na Bliskim Wschodzie.
W 1948 nastąpiło ponowne otworzenie lotniska dla lotów pasażerskich. Jako pierwsze, linie lotnicze Cyprus Airways uruchomiły połączenie z Cyprem.
W 1994 lotnisko otrzymało status międzynarodowy, jednak już w 1995 podjęto decyzję o jego sprzedaży. Terenem lotniska interesowały się firmy budowlane oraz przemysł lotniczy, jednakże nigdy nie doszło do sprzedaży. W 1996 izraelskie linie lotnicze Israir Airlines rozpoczęły loty krajowe z Hajfy, podnosząc rangę i zyski lotniska. W następnych latach Royal Wings uruchomił połączenia z Jordanią, a Scorpio z Egiptem. W 1998 otworzono nowy terminal pasażerski.

## Linie lotnicze i połączenia
| Linia lotnicza  | Kierunek                      |
| --------------- | ----------------------------- |
| Israir Airlines | Sezonowo: 1. Larnaka 2. Pafos |

## Komunikacja
Przy lotnisku przebiegają autostrada nr 22 i droga ekspresowa nr 4 (Netiw ha-Asara-Kefar Rosz ha-Nikra).